# ジョージア・ブラウン (ブラジルの歌手)
ジョージア・ブラウン（Georgia Brown、1980年6月29日 - ）は、最も高い声域を持つことで知られているイタリア系ブラジル人の歌手。彼女は、2004年に最も広い声域を持つ女性としてギネス世界記録に認定された。彼女の声域は科学的ピッチ表記法を使用してG2からG10までの8オクターブの声を出すことができる。しかし、2013年の時点で、アメリカの歌手ティム・ストーンズが10オクターブを記録している。なお、ジョージア・ブラウンとの読み・表記は、英語基準によるもの。彼女の母国語であるブラジルポルトガル語に従えば、ジョルジア・ブロウン（あるいはブロゥン）となる。

## ディスコグラフィー

### アルバム
- Black Nature 1999年
- To Da Floor 2001年
- Heart Beats 2003年
- The Renascence of Soul 2008年